# Lizandra
Lizandra - córka Ptolemeusza I Sotera i Eurydyki, dwukrotnie zamężna, najpierw z królem Macedonii Aleksandrem V, a następnie z synem Lizymacha i następcą tronu Tracji oraz Macedonii Agatoklesem.
Po śmierci drugiego męża w 283 p.n.e. na skutek intryg żony Lizymacha Arsinoe II, uciekła wraz z dziećmi do Seleukosa I Nikatora, gdzie uzyskała schronienie. Po śmierci Seleukosa i opanowaniu Macedonii i Tracji przez swojego brata Ptolemeusza Keraunosa, stracona wraz z dziećmi na rozkaz nowego króla, obawiającego się potencjalnych pretendentów do tronu.